# Schimon ben Jochai
Schimon ben Jochai (hebräisch שמעון בן יוחאי; auch Schimon bar Jochai; geboren ca. 80 in Tiberius (Galiläa); gestorben ca. 160 in Meron; wird in der Mischna und Baraita einfach R. Simon; Jochai ist die Abkürzung von Jochanan (hebräisch יֹוחָנָן) genannt; auch der Kurzname Raschbi kommt vor) war ein Tannait der sogenannten dritten (nach anderen der vierten) Generation. Schimon ben Jochai ist einer der am häufigsten zitierten Lehrer im Jerusalemer und Babylonischen Talmud. Viele halachische (gesetzliche) und aggadische (erzählerische) Lehren werden ihm zugeschrieben.
Laut der späteren kabbalistischen Tradition, besonders im Sohar beschrieben, wurde das Werk des Sohars von Rabbi Schimon diktiert bzw. inspiriert. Historisch gesehen wurde dieses Werk aber erst im 13. Jahrhundert von Moses de León veröffentlicht, inwieweit dieser auf bestehende ältere Textkorpora zurückgriff bleibt offen.

## Leben und Wirken
Schimon war der Sohn von Jochai bar Jochai und Sarah Eshet Jochai. Er war mit Eshet Schimon bar Jochai verheiratet, ein Sohn ist belegt Elazer Ben Schimon.
Er lebte im zweiten Jahrhundert n. Chr. und war Schüler des Rabbi Akiba in Bne Brak, obwohl Akiba ihn zunächst nicht als Schüler annehmen wollte, weil Schimons Vater zur Zeit des Bar-Kochba-Aufstandes die römische Seite unterstützt hatte.
Der Legende nach trat Rabbi Simon später gegen die Römer auf und hielt sich, von diesen zum Tode verurteilt, mit seinem Sohn Rabbi Eleasar 13 Jahre in einer Höhle in Peqiʿin (hebräisch פְּקִיעִין) versteckt, wo sie unablässig die Tora studierten. Nach Kaiser Hadrians Tod, wurde Antoninus Pius der Nachfolger. Nach Kaiser Hadrians Tod und der Ernennung von Antonius Pius ließ die jüdische Unterdrückung nach. Rabbi Schimon und sein Sohn kamen aus ihrem Versteck und soll bald darauf seine  Schule in Tiberias eröffnet haben.
Der Legende nach ging Schimon nach Rom und heilte dort die kaiserliche Prinzessin, wahrscheinlich Faustina die Jüngere, von einer schweren seelischen Krankheit. Dadurch erwirkte er bei Kaiser Antoninus die Aufhebung der ‚hadrianischen Judengesetze‘.
Von Schimon ben Jochai gibt es keine schriftlichen Aufzeichnungen, es werden ihm jedoch einige Werke zugeschrieben:
- Sifre, ein exegetischer Midrasch zum 4. Buch und 5. Buch Mose
- Mechilta, ein Midrasch zum Buch Exodus (Abkürzung: MRS)
- Es wurde einige Zeit angenommen, er habe den Sohar seinen Schülern diktiert.

Im Hinblick auf die Entstehungszeit und der literarischen Kontinuität von Texten jüdischer Mystik, und hier dem Sohar im engeren Sinne, bestehen unterschiedliche Ansichten und Intentionen zwischen den jüdischen bzw. kabbalistischen Traditionen und den Ergebnissen der akademischen, wissenschaftlichen Forschung. In der Literaturwissenschaft und Judaistik wird die Ansicht präferiert, der Autor des Sohars sei Mosche de Leon aus dem 13. Jahrhundert gewesen. Hingegen bleibt im orthodoxen Judentum Rabbi Schimon ben Jochai weiterhin der Autor des Sohars.
Einem traditionellen Narrativ folgend, sei der Sohar im zweiten Jahrhundert von Rabbi Schimon ben Jochai geschrieben worden, als er sich mit seinem Sohn Eliezer, wie oben beschrieben, in einer Höhle im Norden Israels versteckte. Das Manuskript verschwand dann aus der Geschichte, um ein Jahrtausend später in den Händen von Rabbi Mosche de Leon wieder aufzutauchen.
Rabbi Simon war Lehrer des Jehuda ha-Nasi.

## Grab

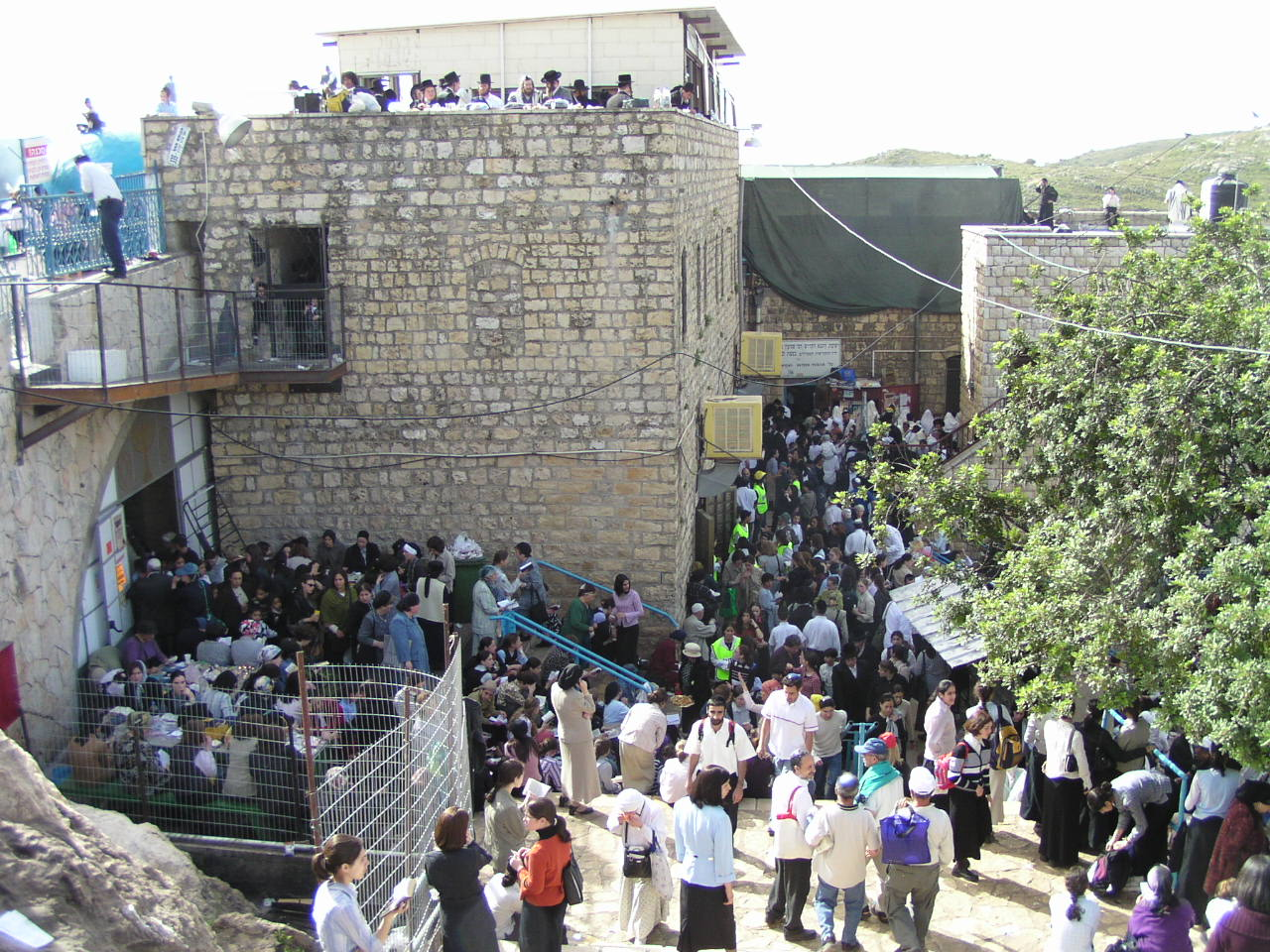
Grab von Rabbi Schimon ben Jochai an Lag baOmer

Schimons Grabstätte befindet sich in Meron in Galiläa, unweit von Zefat. Sie ist ein Wallfahrtsziel für jüdische Pilger und wird insbesondere am 18. Ijjar, dem traditionellen Sterbetag Schimons, aufgesucht. Dies ist zugleich Lag baOmer, das Fest am 33. Tag nach Pessach.

## Sonstiges
Der Jurist und „Chronist im jüdischen Styl“ Christoph Gottlieb Richter (1717–1774) verwendete für eines seiner historischen Werke das Pseudonym Simeon ben Jochai.